# Lena Dahms
Lena Dahms (* 30. August 2006) ist eine deutsche Fußballspielerin, die von 2021 bis 2025 für Werder Bremen spielte. Seit Sommer 2025 spielt sie für James Madison Dukes die Mannschaft der James Madison University im US-Bundesstaat Virginia.

## Karriere

### Vereine
Dahms begann in Neuenkirchen bei Bassum im Landkreis Diepholz beim Mehrspartensportverein TV Neuenkirchen Gut Heil 1919 mit dem Fußballspielen. Im weiteren Verlauf war sie Jugendspielerin der JSG Hachetal/Neuenkirchen und zuletzt bis ins Jahr 2021 des Mehrspartensportvereins TuS Sulingen aus der gleichnamigen Stadt im Landkreis Diepholz, bevor sie zur B-Jugendmannschaft von Werder Bremen gelangte. Für diese bestritt sie von 2021 bis 2023 42 Punktspiele in der Staffel Nord/Nordost der B-Juniorinnen-Bundesliga, in denen sie 16 Tore erzielte.
Noch als B-Jugendspielerin kam sie für die erste Mannschaft in der Saison 2022/23 in vier Bundesligaspielen zum Einsatz, wobei sie am 14. März 2023 (14. Spieltag) bei der 0:2-Niederlage im Heimspiel gegen Eintracht Frankfurt mit Einwechslung für Michelle Ulbrich ab der 84. Minute debütierte. Am 2. und 23. April 2023 (17. und 18. Spieltag) kam sie bei der 0:8-Niederlage im Auswärtsspiel gegen den VfL Wolfsburg und beim torlos gebliebenen Heimspiel gegen den SV Meppen jeweils über 90 Minuten zum Einsatz. Nach zwei Jahren und 14 Einsätzen wechselte Dahms in die USA zu den James Madison Dukes.

### Auswahlmannschaft
Dahms kam als Spielerin der U16-Auswahlmannschaft des Bremer Fußball-Verbandes vom 6. bis zum 8. April 2022 in drei Turnierspielen um den DFB-Länderpokal an der Sportschule Wedau in Duisburg zum Einsatz. Mit zwei Siegen und einem Remis wurde die Bronze-Medaille errungen.

## Erfolge
- DFB-Pokal-Finalistin: 2024/25 (mit Werder Bremen)
- Dritter Platz U16-DFB-Länderpokal 2022